# 吉田隆一
吉田 隆一（よしだ りゅういち、1971年9月16日 - ）は、東京都出身のバリトン・サクソフォーン奏者、作曲家、SF音楽家。中学の吹奏楽部でバリトン・サクソフォーンを始め、19歳からライブ活動を開始。
即興音楽シーンにおいては、「渋さ知らズ」「東京中低域」などに参加。
現在は自己のバンドblacksheep（スガダイロー／石川広行）のほか、林栄一GATOS MEETING、藤井郷子オーケストラ、板橋文夫オーケストラ、芳垣安洋Limited Edition、渋谷毅オーケストラ、最低人、THE BOZEN、SXQなどに参加。近年はデュオにも力を入れ、石田幹雄、江藤良人、遠藤ふみ、伊藤志宏、西山瞳、本藤美咲らと定期的に共演している。
無伴奏ソロ演奏をライフワークとし、大学在学中より定期的にライヴを行ってきた。2023年には無伴奏バリトンサックスによるソロ・アルバム『SAKAI－境』をdoubt musicよりリリース。本作は、長野県のライブスペース「茶会記クリフサイド」で録音されたものである。
高校時代はクラシックやスイング・ジャズを好んで聴いていたが、梅津和時や林栄一の演奏に触れたことがきっかけとなり、即興音楽に関心を持つようになった。大学時代には林栄一のサックスアンサンブル「林管楽交」に参加し、以後多くの演奏経験を積んだ。
現代音楽家・新垣隆とのデュオ作品では、アイラ・ガーシュウィンや武満徹の楽曲も取り上げており、Mikikiでは「奔放な一枚」と評されている。
音楽活動と並行して「SF音楽家」を名乗り、SFに関する文章の執筆も行っている。日本SF作家クラブ第5期理事、日本SF大賞運営委員長を務めている。